# Баленщет
Баленщет (на немски: Ballenstedt) е малък град до Източен Харц в Саксония-Анхалт, Германия с 9372 жители (към 31 декември 2013). Намира се на 10 км от Кведлинбург и на 15 км от Ашерслебен.
Баленщет е споменат за пръв път в документ от 1073 г. на крал Хайнрих IV. Граф Езико фон Баленщет се смята за прародител на род Аскани.
От 2010 г. Баленщет е държавно признат курорт.